# Las amazonas (phim truyền hình México)
Las amazonas là một telenovela của México được sản xuất bởi Salvador Mejía Alejandre cho Televisa. Đó là một câu chuyện nguyên bản dựa trên một số lập luận của Telenovela của Venezuela năm 1985, Las Amazonas được tạo bởi César Miguel Rondón. Bộ phim ban đầu được phát sóng từ ngày 16 tháng 5 đến ngày 7 tháng 8 năm 2016.
Bộ phim có sự tham gia của Victoria Ruffo trong vai Inés, Danna García trong vai Diana, César Évora trong vai Victoriano, Grettell Valdez trong vai Casandra, René Casados trong vai Eduardo, Natalia Guerrero trong vai Lisete, Mariluz Bermúdez trong vai Constanza, Guillermo García Cantú trong vai Loreto và Andrés Palacios trong vai Alejandro.

## Âm mưu
Kể câu chuyện về Victoriano, một chủ đất và doanh nhân, cha của ba cô con gái (Diana, Casandra và Constanza), nạn nhân của những lời nói dối và đau khổ ngăn cản, anh ta ở với tình yêu của đời mình. Cô cũng đã hy sinh hạnh phúc của mình, khi cô trở thành nạn nhân của một hành động bạo lực lên án cô sống trong bóng tối của gia đình Santos.
Con gái của Victoriano thời Victoria, mỗi người đấu tranh theo cách riêng của họ, để tìm thấy hạnh phúc tương ứng của họ rơi vào tình yêu với ba loại đàn ông khác nhau, không được họ thích. Điều này mang lại xung đột vào gia đình Santos. Diana, con gái lớn là người đến giống cha mình. hầu hết giống với Casandra là hợp lý và độc lập, quyết tâm đi một mình; Constanza là cô con gái trẻ, nổi loạn, luôn mong muốn được sống trọn vẹn. Phần còn lại của các nhân vật được sáng tác bởi bạn bè và kẻ thù của gia đình Santos, một trong số họ ẩn giấu một bí mật và phẫn nộ và khi được tiết lộ, nó sẽ làm rung chuyển cả gia đình đến tận cùng. Đây là nỗ lực thứ hai của Televisa trong việc sản xuất loạt phim này. Phiên bản 2003 bắt đầu sản xuất đủ kỳ lạ mà không được gọi là "Las Amazonas". Giữa chừng sản xuất, giám đốc điều hành quyết định thay đổi tiêu đề. Điều này tạo ra tất cả các loại nhầm lẫn vì ngay cả các diễn viên cũng không biết tên mới của sản phẩm. Các vấn đề không giúp được gì khi kịch bản kêu gọi nhân vật Victoriano gọi một cách trìu mến các cô con gái Amazons của mình, do khả năng cưỡi những con ngựa thuần chủng trong trang trại. Vở kịch cuối cùng đã xuất hiện một cái tên: "Niña Amada Mía" ("Cô gái yêu dấu của tôi") khi nhà sản xuất muốn tích hợp theo chiều dọc các bài hát nổi tiếng khiến anh công khai nhận dạng bài hát với bộ phim của họ. Bài hát chủ đề được hát bởi siêu sao người México Alejandro Fernandez.

## Diễn viên

### Chủ yếu
- Victoria Ruffo trong vai Inés Huerta de Santos
- Danna García trong vai Diana Santos Luna
- César Évora trong vai Victoriano Santos
- Grettell Valdez trong vai Casandra Santos Luna
- René Casados trong vai Eduardo Mendoza Castro[2]
- Natalia Guerrero trong vai Lisete Ruiz
- Mariluz Bermúdez trong vai Constanza Santos Luna
- Guillermo García Cantú trong vai Loreto Guzmán Váldez
- Andrés Palacios trong vai Alejandro San Román

### Định kỳ
- Jacqueline Andere trong vai Bernarda Castro vda.de Mendoza
- Liz Gallardo trong vai Monserrat[3]
- Gabriela Vergara trong vai Déborah Piñeiro de Santos/Eugenia Villarroel[4]
- Juan Pablo Gil trong vai Emiliano Guzmán Huerta
- Eduardo Liñán trong vai Genaro Villa
- Alejandro Ruiz trong vai Alonso
- Alex Sirvent trong vai Fabrizio Allende
- Héctor Cruz trong vai Ing Bermúdez
- Boris Duflos trong vai Robby Montesinos
- Fernando Robles trong vai Artemio
- Marcia Coutiño trong vai Delia
- Alejandro Estrada trong vai Elías Villaroel
- Rafael del Villar trong vai Roberto
- Benjamín Rivero trong vai Melitón Meléndez
- Marielena Zamora trong vai Jacinta Ruiz
- Palmeira Cruz trong vai Candela
- Rosita Pelayo trong vai Lucha[5]
- Marco Montero
- Flora Fernández trong vai Amicela
- Carla Stefan trong vai Elvira
- Miranda Kay trong vai María José San Román Ruiz
- Sarahí Meza
- Valentina de los Cobos trong vai Sabrina San Román Ruiz
- Landon Jay trong vai Iván Villarroel

### Khách mời đặc biệt
- Alfredo Adame trong vai Vicente Mendoza
- Mónica Ayos trong vai Diana Elisa / Diana María